# 設拉子人
設拉子人，是斯瓦希里人的分支，主要分布東非的桑給巴爾島和奔巴島、科摩羅。
他們宣稱自己是伊朗設拉子商人後裔，如同其他斯瓦希里人他們也説斯瓦希里語，他們是穆斯林，有遜尼派也有什葉派。